# René Defossez
René Defossez (* 4. Oktober 1905 in Spa; † 20. Mai 1988 in Etterbeek) war ein belgischer Komponist und Dirigent.

## Leben
René Defossez erhielt bereits als Kind Violin- und Klavierunterricht von seinem Vater, einem Violinisten im Casino-Orchester von Spa. 1923 begann er seine Studien am Lütticher Konservatorium, hier erhielt er die Abschlussdiplome in den Fächern, Violine, Harmonielehre, Kontrapunkt und Fugenlehre, Musikgeschichte und Kammermusik. In der ersten Zeit nach seiner Ausbildung trat er hauptsächlich als Violinist in Raum Lüttich, Verviers und Spa in Erscheinung. 1929 begann er als Dirigent des Casino-Orchesters Spa und legte  erste Kompositionen vor. 1935 erhielt er den 1. Prix de Rome mit seiner Kantate „Le Vieux Soudard“. Inzwischen zum Musikdirektor seiner Heimatstadt ernannt, konnte er mit seinem Orchester international bekannte Solisten wie Alfred Cortot, Arthur Grumiaux, Emil Gilels, Moura Lympany, Arthur Rubinstein, Jacques Thibaud begleiten.
1937 wurde Defossez unter Maurice Corneil de Thoran zunächst „Chef d’orchestre“ an der Brüsseler Oper La Monnaie, nach dessen Tod 1953 wurde er „Directeur de la musique“, nun unter Joseph Rogatchewsky. Daneben wirkte er als Hochschullehrer, war ab 1941 Professor für Harmonielehre am Konservatorium Lüttich, ab 1946 Professor für Orchesterleitung am Brüsseler Konservatorium. 1959 beendete er seine Tätigkeit am Monnaie Theater und hinterließ dem Haus ein Repertoire von 120 neu aufgeführten Werken.
1951 und 1956 wurde jeweils ein Violinkonzert und ein Klavierkonzert aus seiner Feder als Pflichtwerk beim Königin-Elisabeth-Wettbewerb gewählt. Nach der Beendigung seines Engagements an der Monnaie trat Defossez in erster Linie als Dirigent verschiedener belgischer und ausländischer Orchester in Erscheinung.
In seinen Kompositionen fühlt er sich eher zum Impressionismus als zur seriellen Musik und anderen avantgardistischen Strömungen hingezogen, die er als zu intellektuell empfand. Seine profunde Kenntnis des Klangkörpers Orchester und der technischen Möglichkeiten der Instrumente erlaubte es ihm brillante Werke zu schaffen.
Im Alter von 68 Jahren wurde er als Professor für Orchesterleitung nach Mexiko-Stadt ans Conservatorio Nacional berufen und kurz darauf zum künstlerischen Leiter am Palacio de Bellas Artes, der dortigen Oper bestellt. Er wirkte dort in den Spielzeiten 1975 und 1976.

## Auszeichnungen
1970 erhielt vom belgischen König die Auszeichnung Ritter des Kronenordens. 1969 wurde er korrespondierendes und 1974 ordentliches Mitglied der Académie royale des Sciences, des Lettres et des Beaux-Arts de Belgique. Die Städte Frameries und Spa ernannten Dofossez zum Ehrenbürger. In Spa trägt auch die Musikakademie seinen Namen.

## Werke (Auswahl)
René Defossez hinterließ rund 200 Kompositionen.

### Orchesterwerke
- Aquarium, drei Impressionen für Kammerorchester (1927)
- Arioso et moto perpetuo (1968)
- Sinfonietta de printemps (1975)

### Solokonzerte
- Konzert für Posaune und Blasorchester (1948)
- Violinkonzert (1951)
- Konzert für 2 Klaviere und Orchester (1956)

### Kammermusik
- 2 Streichquartette (1950)
- Les caprices de ma poupée für Klavier (1950)
- Impromptu für Viola und Klavier (1976)
- Sonatine für Harfe (1976)
- Cinq caractères sous forme de pièces brèves für Violine und Viola (1978)
- Improvisation et Fugato für Violine, oder Bratsche, oder Cello, oder Kontrabass und Klavier (1978)

### Opern
- „Le subterfuge improvisé“ (1938)
- „Les surprises de l'amour“ (1961)
- „Thriller“ (1976)

### Chor und Orchester
- Kantate: „La conversion de saint Hubert“ (1933)
- Kantate: „Le vieux Soudard“ (1935)
- Oratorium: „La frise empourprée“ (1939)
- Oratorium: „Ceux de la citadelle de Liège“ (1947)